# Лоренсо I Суарес де Фигероа
Лоренсо I Суарес де Фигероа (исп. Lorenzo I Suárez de Figueroa; около 1344, Эсиха — 1409, Альгамбра или Оканья) — кастильский дворянин, сеньор Торре-де-Монтурке и 37-й магистр Ордена Сантьяго (1387—1409).

## Происхождение

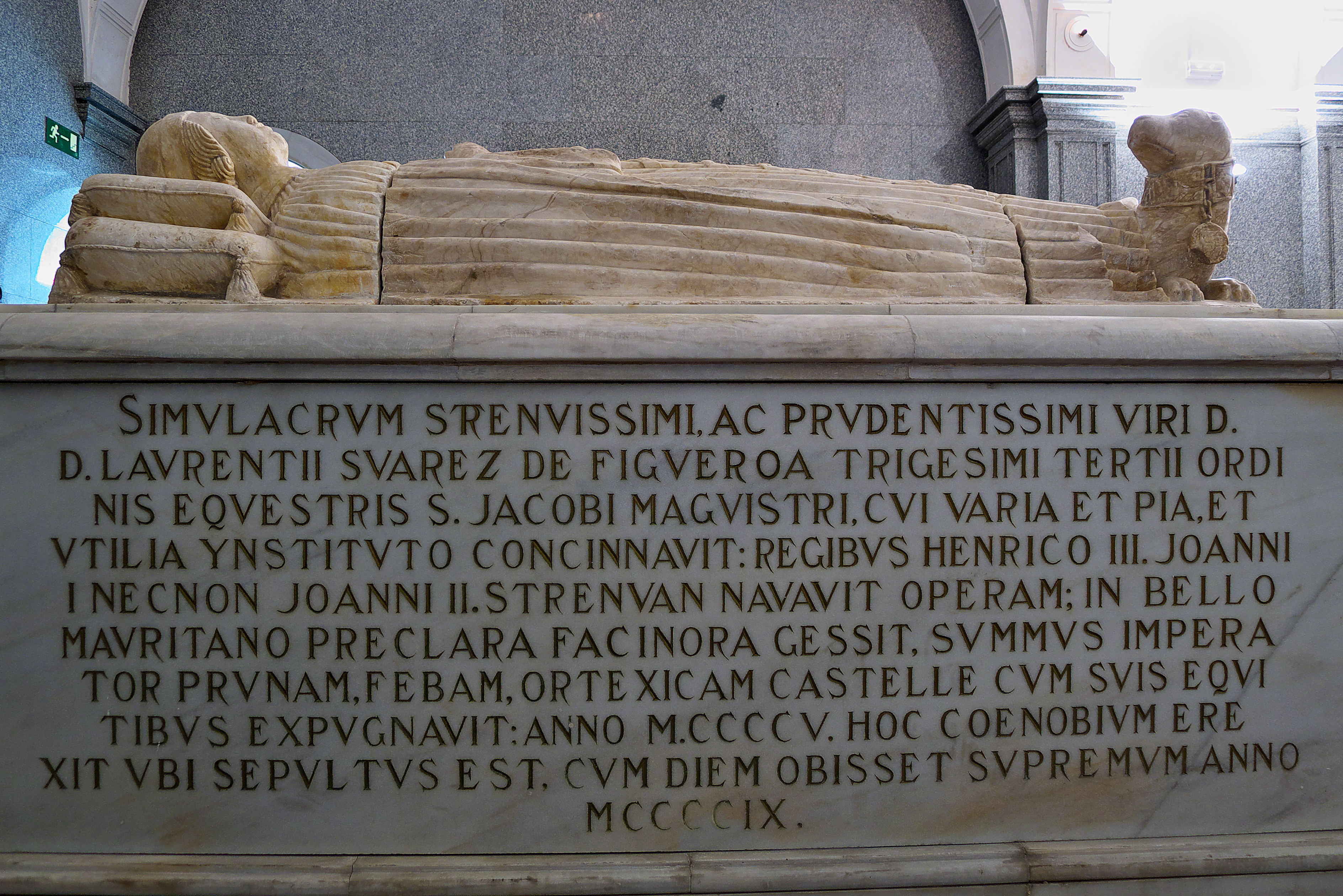
Могила Лоренсо Суареса де Фигероа, церковь Благовещения (Севилья).

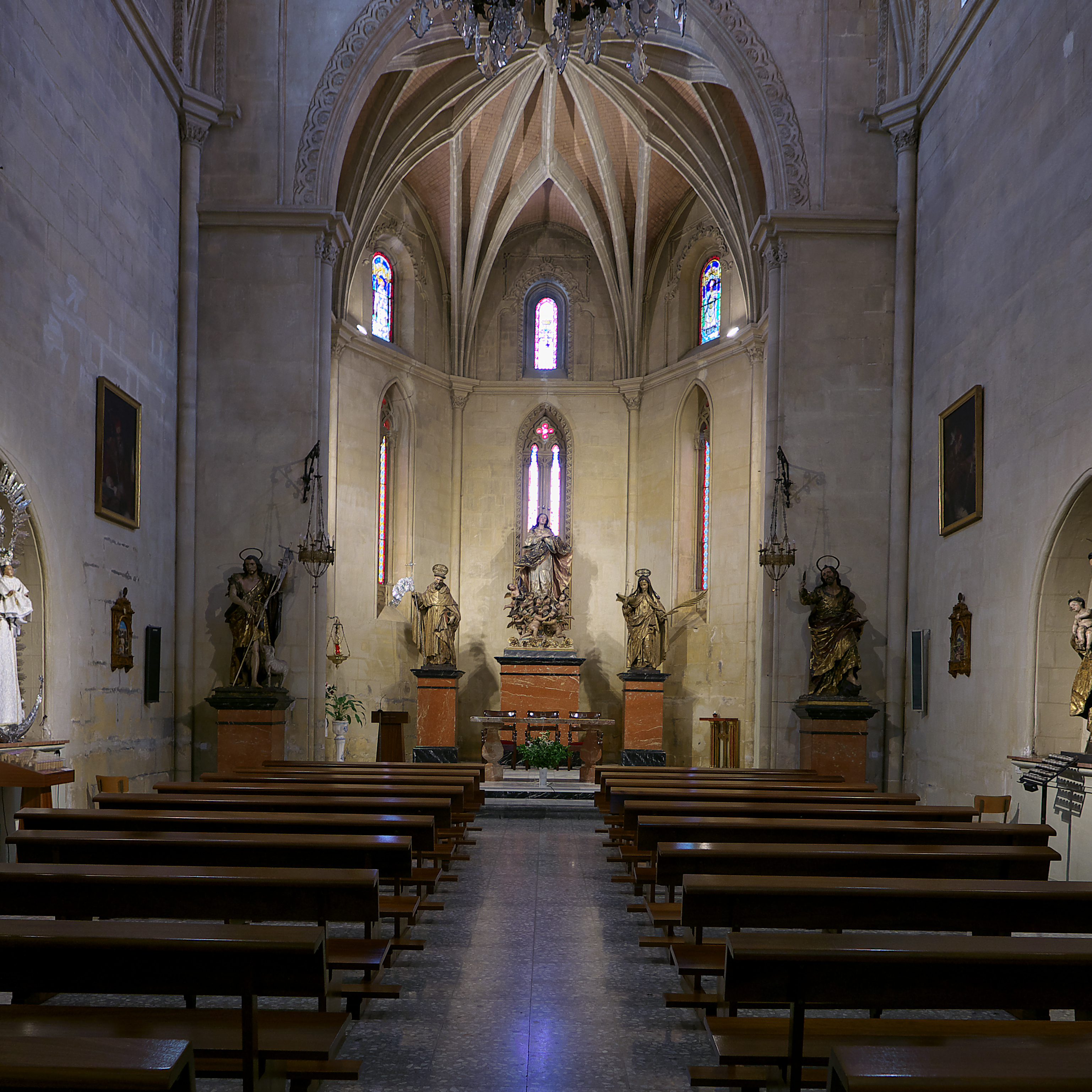
Церковь Успенского монастыря (Севилья).

Линия Фигероа происходила из Галисии. Несколько членов семьи участвовали в завоевании и заселении западной Андалусии. Так было в случае с Рамоном Пересом де Фигероа, погибшим в битве при Аларкосе (1195 г.), и его внуком Фернаном Руисом де Фигероа, сыгравшим важную роль во взятии Эсихи в 1240 году, сопровождавшим короля Кастилии и Леона Фердинанда Святого.
Отцом магистра был Гомес Суарес де Фигероа, второй сын, который стал комендадором Леона в Ордене Сантьяго и участвовал вместе с королем Кастилии Альфонсо XI в битве при Саладо (1340 г.). Он поддерживал дело петристов (сторонников Педро Жестокого) и погиб в битве при Аравиане, сражавшейся в 1359 году против арагонских войск короля Педро Церемонного. Перед смертью ему было обещано стать магистром Ордена Сантьяго. Матерью Лоренсо была Тереза Лопес де Кордова, сеньора Торре-де-Монтурке (умерла после 1395 г.), дочь Лопе Альварес де Кордова и Менсиа Ариас.
Хотя некоторые специалисты по генеалогии утверждают, что мастер родился в Абегондо, недалеко от Бетансоса в Галисии, а другие утверждают, что более вероятно, что он родился в Эсихе, в 1344 или 1345 году.

## Биография
Являясь ключевой фигурой в восхождении своего рода, он занимал соответствующую должность в Ордене Сантьяго: комендадор энкомьендами Лобона и Мериды, старший комендадор Леона, как и его отец. 28 октября 1387 года в городе Мерида он был избран Магистром Ордена Сантьяго, одной из самых важных должностей в Королевстве Кастилия.
Несмотря на то, что его отец поддерживал сторону короля Педро Жестокого, он был одним из представителей так называемой «служебной знати» новой династии Трастамара. Он проявил себя как один из защитников границы Эстремадуры от португальцев и был удостоен многих королевских милостей. Он получил буллу от папы римского Климента VII, чтобы оставить половину активов, заработанных во время его правления, своему старшему сыну Гомесу, став первым магистром ордена, создавшим собственное поместье для передачи его наследникам.
Будучи жителем Ллерены, он получил разрешение на проведение ярмарок Сан-Матео 21 сентября, построил часовню Троицы в церкви Гранады, провизию и закончил здание для Дома Маэстраля или монастыря Святой Елены.
Он увеличил свое имение за счет многочисленных приобретений земли, связав все свое имущество с поместьем, которое он учредил в пользу своего старшего сына. Он также установил важные брачные союзы для своих детей с двойной капитуляцией брака между старшими сыновьями и дочерьми его дома и могущественного дома Мендоса.
В донжоне замка Эстепа (Севилья) есть следующая надпись: «Этой башней командовал Лоренсо Суарес де Фигероа, магистр Сантьяго. Кто хочет знать, чего это стоило, сделайте ещё одну такую же, как она, и узнайте».
Комендадоры Сантьяго описали это так:
Крупный телосложением, довольно крепкий, крепкий и хорошо сложенный, отличный работник во всем, что нужно было сделать, он никогда не сидел без дела и не откладывал сегодня на завтра.

## Завещание и смерть
Магистр Лоренсо Суарес де Фигероа составил завещание 11 мая 1409 года, за несколько дней до своей смерти в Альгамбре или, по словам хрониста Радеса, в Оканье. Он оставил своего старшего сына Гомеса законным наследником. Он упоминает всех детей, которые у него были от двух браков, а также нескольких внебрачных детей от разных женщин.
Он умер в Оканье и был похоронен в основанном им монастыре Сантьяго-де-ла-Эспада в Севилье, покровителями которого были его наследники. Позднее, после конфискации 1840 года, его останки были перенесены в Пантеон Прославленных Севильян в церкви Благовещения (Севилья) .

## Браки и потомство
Лоренсо Суарес де Фигероа был дважды женат. Его первой женой около 1370 года стала Изабель Мессиа Каррильо, дочь Гонсало Мессии и Эльвиры де Гусман. От этого брака родилось:
- Гомес I Суарес де Фигероа (ок. 1383—1429), 1-й сеньор Ферия (1394—1429), муж Эльвиры Лассо де Мендоса, дочери Диего Уртадо де Мендоса и Леонор Лассо де ла Вега
- Лоренсо Суарес де Фигероа (+ 1461), епископ Бадахоса (1442—1461)
- Мария де Фигероа, жена Гарси Мендеса де Сотомайора, 6-го сеньора Карпио
- Беатрис Суарес де Фигероа, замужем за Гарси Фернандесом де Гусманом, 2-м сеньором Вильягарсия
- Изабель де Фигероа, вышедшая замуж за Гонсало Фернандеса де Кордова, сына Альфонсо Фернандеса де Кордова, 2-го сеньора Агилара, и Терезы Венегас;
- Леонор де Фигероа, замужем за Хуаном Варгасом, сеньором Ла-Игера
- Менсия де Фигероа (+ 1389), жена Алонсо Переса де Гусмана, сеньора Лепе, Редонделы и Аямонте, сына первого графа Ньеблы.

Мастер заключил второй брак между 1383 и 1390 годами с Марией де Ороско, сеньорой Эскамилла и Санта-Олайя, дочерью Иньиго Лопеса де Ороско и Марины Гарсиа де Менесес. Они были родителями:
- Тереза де Ороско (+ 1436), жена Энрике де Гусмана, 2-го графа Ньеблы
- Каталина Суарес де Фигероа, жена Иньиго Лопеса де Мендосы, маркиза Сантильяна
- Мария де Фигероа-и-Ороско, жена Педро Давалоса, сына Руя Лопеса Давалоса, констебля Кастилии.

Также у него было четверо внебрачных детей (Мария, Менсия, Леонор и Гомес).